# Lokale bestuurlijke gebieden van West-Australië

LGA's in West-Australië

De Australische staat West-Australië bevat 142 lokale bestuurlijke gebieden. Dit is inclusief de lokale bestuursgebieden van Christmaseiland en de Cocoseilanden. Op deze externe territoria zijn sinds 1 juli 1992 de wetten van West-Australië van kracht.

## A
Albany - 
Armadale - 
Ashburton - 
Augusta-Margaret River

## B
Bassendean - 
Bayswater - 
Belmont - 
Beverley - 
Boddington - 
Boyup Brook - 
Bridgetown-Greenbushes - 
Brookton - 
Broome - 
Broomehill-Tambellup - 
Bruce Rock - 
Bunbury - 
Busselton

## C
Cambridge - 
Canning - 
Capel - 
Carnamah - 
Carnarvon - 
Chapman Valley - 
Chittering - 
Christmas Island - 
Claremont - 
Cockburn - 
Cocos Island - 
Collie - 
Coolgardie - 
Coorow - 
Corrigin - 
Cottesloe - 
Cranbrook - 
Cuballing - 
Cue - 
Cunderdin

## D
Dalwallinu - 
Dandaragan - 
Dardanup - 
Denmark - 
Derby-West Kimberley - 
Donnybrook-Balingup - 
Dowerin - 
Dumbleyung - 
Dundas

## E
East Fremantle - 
East Pilbara - 
Esperance - 
Exmouth

## F
Fremantle

## G
Geraldton-Greenough - 
Gingin - 
Gnowangerup - 
Goomalling - 
Gosnells

## H
Halls Creek - 
Harvey

## I
Irwin

## J
Jerramungup - 
Joondalup

## K
Kalamunda - 
Kalgoorlie-Boulder -
Karratha - 
Katanning - 
Kellerberrin - 
Kent - 
Kojonup - 
Kondinin - 
Koorda - 
Kulin - 
Kwinana

## L
Lake Grace - 
Laverton - 
Leonora

## M
Mandurah - 
Manjimup - 
Meekatharra - 
Melville - 
Menzies - 
Merredin - 
Mingenew - 
Moora - 
Morawa - 
Mosman Park - 
Mount Magnet - 
Mt Marshall - 
Mukinbudin - 
Mullewa - 
Mundaring - 
Murchison - 
Murray

## N
Nannup - 
Narembeen - 
Narrogin - 
Nedlands - 
Ngaanyatjarraku - 
Northam - 
Northampton - 
Nungarin

## P
Peppermint Grove - 
Perenjori - 
Perth - 
Pingelly - 
Plantagenet - 
Port Hedland

## Q
Quairading

## R
Ravensthorpe - 
Rockingham

## S
Sandstone - 
Serpentine-Jarrahdale - 
Shark Bay - 
South Perth - 
Stirling - 
Subiaco - 
Swan

## T
Tammin - 
Three Springs - 
Toodyay - 
Trayning

## U
Upper Gascoyne

## V
Victoria Park - 
Victoria Plains - 
Vincent

## W
Wagin - 
Wandering - 
Wanneroo - 
Waroona - 
West Arthur - 
Westonia - 
Wickepin - 
Williams - 
Wiluna - 
Wongan-Ballidu - 
Woodanilling - 
Wyalkatchem - 
Wyndham-East Kimberley

## Y
Yalgoo - 
Yilgarn - 
York